# Матч за звание чемпиона мира по шахматам 1969
Матч на первенство мира по шахматам между 40-летним чемпионом мира Тиграном Петросяном и 32-летним Борисом Спасским, который второй раз подряд выиграл соревнование претендентов, проходил с 14 апреля по 17 июня 1969 года в Москве в Театре эстрады.
Регламент матча: 24 партии на большинство, при счёте 12:12 чемпион сохраняет звание. Главный арбитр — Альберик О’Келли (Бельгия).
Спасский выиграл у Петросяна со счётом 12½ : 10½ (+6 −4 =13) и стал 10-м в истории чемпионом мира в летописи отечественных шахмат, прервав 6-летнее господство Петросяна.

## Таблица матча
| № | Участники       | 1 | 2 | 3 | 4 | 5 | 6 | 7 | 8 | 9 | 10 | 11 | 12 | 13 | 14 | 15 | 16 | 17 | 18 | 19 | 20 | 21 | 22 | 23 | Очки |
| - | --------------- | - | - | - | - | - | - | - | - | - | -- | -- | -- | -- | -- | -- | -- | -- | -- | -- | -- | -- | -- | -- | ---- |
| 1 | Борис Спасский  | 0 | ½ | ½ | 1 | 1 | ½ | ½ | 1 | ½ | 0  | 0  | ½  | ½  | ½  | ½  | ½  | 1  | ½  | 1  | 0  | 1  | ½  | ½  | 12½  |
| 2 | Тигран Петросян | 1 | ½ | ½ | 0 | 0 | ½ | ½ | 0 | ½ | 1  | 1  | ½  | ½  | ½  | ½  | ½  | 0  | ½  | 0  | 1  | 0  | ½  | ½  | 10½  |

## Примечательные партии

### Спасский — Петросян
|   | a | b | c | d | e | f | g | h |   |
| - | --- | --- | --- | --- | --- | --- | --- | --- | - |
| 8 | a8 чёрная ладья · d8 чёрный ферзь · e8 чёрная ладья · f8 чёрный слон · h8 чёрный король · b7 чёрная пешка · d7 чёрный слон · g7 чёрная пешка · a6 чёрная пешка · d6 чёрная пешка · e6 чёрная пешка · f6 чёрный конь · h6 чёрная пешка · d4 белый конь · e4 белая пешка · b3 белый слон · c3 белый конь · a2 белая пешка · b2 белая пешка · c2 белая пешка · g2 белый ферзь · h2 белая пешка · b1 белый король · f1 белая ладья · g1 белая ладья | a8 чёрная ладья · d8 чёрный ферзь · e8 чёрная ладья · f8 чёрный слон · h8 чёрный король · b7 чёрная пешка · d7 чёрный слон · g7 чёрная пешка · a6 чёрная пешка · d6 чёрная пешка · e6 чёрная пешка · f6 чёрный конь · h6 чёрная пешка · d4 белый конь · e4 белая пешка · b3 белый слон · c3 белый конь · a2 белая пешка · b2 белая пешка · c2 белая пешка · g2 белый ферзь · h2 белая пешка · b1 белый король · f1 белая ладья · g1 белая ладья | a8 чёрная ладья · d8 чёрный ферзь · e8 чёрная ладья · f8 чёрный слон · h8 чёрный король · b7 чёрная пешка · d7 чёрный слон · g7 чёрная пешка · a6 чёрная пешка · d6 чёрная пешка · e6 чёрная пешка · f6 чёрный конь · h6 чёрная пешка · d4 белый конь · e4 белая пешка · b3 белый слон · c3 белый конь · a2 белая пешка · b2 белая пешка · c2 белая пешка · g2 белый ферзь · h2 белая пешка · b1 белый король · f1 белая ладья · g1 белая ладья | a8 чёрная ладья · d8 чёрный ферзь · e8 чёрная ладья · f8 чёрный слон · h8 чёрный король · b7 чёрная пешка · d7 чёрный слон · g7 чёрная пешка · a6 чёрная пешка · d6 чёрная пешка · e6 чёрная пешка · f6 чёрный конь · h6 чёрная пешка · d4 белый конь · e4 белая пешка · b3 белый слон · c3 белый конь · a2 белая пешка · b2 белая пешка · c2 белая пешка · g2 белый ферзь · h2 белая пешка · b1 белый король · f1 белая ладья · g1 белая ладья | a8 чёрная ладья · d8 чёрный ферзь · e8 чёрная ладья · f8 чёрный слон · h8 чёрный король · b7 чёрная пешка · d7 чёрный слон · g7 чёрная пешка · a6 чёрная пешка · d6 чёрная пешка · e6 чёрная пешка · f6 чёрный конь · h6 чёрная пешка · d4 белый конь · e4 белая пешка · b3 белый слон · c3 белый конь · a2 белая пешка · b2 белая пешка · c2 белая пешка · g2 белый ферзь · h2 белая пешка · b1 белый король · f1 белая ладья · g1 белая ладья | a8 чёрная ладья · d8 чёрный ферзь · e8 чёрная ладья · f8 чёрный слон · h8 чёрный король · b7 чёрная пешка · d7 чёрный слон · g7 чёрная пешка · a6 чёрная пешка · d6 чёрная пешка · e6 чёрная пешка · f6 чёрный конь · h6 чёрная пешка · d4 белый конь · e4 белая пешка · b3 белый слон · c3 белый конь · a2 белая пешка · b2 белая пешка · c2 белая пешка · g2 белый ферзь · h2 белая пешка · b1 белый король · f1 белая ладья · g1 белая ладья | a8 чёрная ладья · d8 чёрный ферзь · e8 чёрная ладья · f8 чёрный слон · h8 чёрный король · b7 чёрная пешка · d7 чёрный слон · g7 чёрная пешка · a6 чёрная пешка · d6 чёрная пешка · e6 чёрная пешка · f6 чёрный конь · h6 чёрная пешка · d4 белый конь · e4 белая пешка · b3 белый слон · c3 белый конь · a2 белая пешка · b2 белая пешка · c2 белая пешка · g2 белый ферзь · h2 белая пешка · b1 белый король · f1 белая ладья · g1 белая ладья | a8 чёрная ладья · d8 чёрный ферзь · e8 чёрная ладья · f8 чёрный слон · h8 чёрный король · b7 чёрная пешка · d7 чёрный слон · g7 чёрная пешка · a6 чёрная пешка · d6 чёрная пешка · e6 чёрная пешка · f6 чёрный конь · h6 чёрная пешка · d4 белый конь · e4 белая пешка · b3 белый слон · c3 белый конь · a2 белая пешка · b2 белая пешка · c2 белая пешка · g2 белый ферзь · h2 белая пешка · b1 белый король · f1 белая ладья · g1 белая ладья | 8 |
| 7 | a8 чёрная ладья · d8 чёрный ферзь · e8 чёрная ладья · f8 чёрный слон · h8 чёрный король · b7 чёрная пешка · d7 чёрный слон · g7 чёрная пешка · a6 чёрная пешка · d6 чёрная пешка · e6 чёрная пешка · f6 чёрный конь · h6 чёрная пешка · d4 белый конь · e4 белая пешка · b3 белый слон · c3 белый конь · a2 белая пешка · b2 белая пешка · c2 белая пешка · g2 белый ферзь · h2 белая пешка · b1 белый король · f1 белая ладья · g1 белая ладья | a8 чёрная ладья · d8 чёрный ферзь · e8 чёрная ладья · f8 чёрный слон · h8 чёрный король · b7 чёрная пешка · d7 чёрный слон · g7 чёрная пешка · a6 чёрная пешка · d6 чёрная пешка · e6 чёрная пешка · f6 чёрный конь · h6 чёрная пешка · d4 белый конь · e4 белая пешка · b3 белый слон · c3 белый конь · a2 белая пешка · b2 белая пешка · c2 белая пешка · g2 белый ферзь · h2 белая пешка · b1 белый король · f1 белая ладья · g1 белая ладья | a8 чёрная ладья · d8 чёрный ферзь · e8 чёрная ладья · f8 чёрный слон · h8 чёрный король · b7 чёрная пешка · d7 чёрный слон · g7 чёрная пешка · a6 чёрная пешка · d6 чёрная пешка · e6 чёрная пешка · f6 чёрный конь · h6 чёрная пешка · d4 белый конь · e4 белая пешка · b3 белый слон · c3 белый конь · a2 белая пешка · b2 белая пешка · c2 белая пешка · g2 белый ферзь · h2 белая пешка · b1 белый король · f1 белая ладья · g1 белая ладья | a8 чёрная ладья · d8 чёрный ферзь · e8 чёрная ладья · f8 чёрный слон · h8 чёрный король · b7 чёрная пешка · d7 чёрный слон · g7 чёрная пешка · a6 чёрная пешка · d6 чёрная пешка · e6 чёрная пешка · f6 чёрный конь · h6 чёрная пешка · d4 белый конь · e4 белая пешка · b3 белый слон · c3 белый конь · a2 белая пешка · b2 белая пешка · c2 белая пешка · g2 белый ферзь · h2 белая пешка · b1 белый король · f1 белая ладья · g1 белая ладья | a8 чёрная ладья · d8 чёрный ферзь · e8 чёрная ладья · f8 чёрный слон · h8 чёрный король · b7 чёрная пешка · d7 чёрный слон · g7 чёрная пешка · a6 чёрная пешка · d6 чёрная пешка · e6 чёрная пешка · f6 чёрный конь · h6 чёрная пешка · d4 белый конь · e4 белая пешка · b3 белый слон · c3 белый конь · a2 белая пешка · b2 белая пешка · c2 белая пешка · g2 белый ферзь · h2 белая пешка · b1 белый король · f1 белая ладья · g1 белая ладья | a8 чёрная ладья · d8 чёрный ферзь · e8 чёрная ладья · f8 чёрный слон · h8 чёрный король · b7 чёрная пешка · d7 чёрный слон · g7 чёрная пешка · a6 чёрная пешка · d6 чёрная пешка · e6 чёрная пешка · f6 чёрный конь · h6 чёрная пешка · d4 белый конь · e4 белая пешка · b3 белый слон · c3 белый конь · a2 белая пешка · b2 белая пешка · c2 белая пешка · g2 белый ферзь · h2 белая пешка · b1 белый король · f1 белая ладья · g1 белая ладья | a8 чёрная ладья · d8 чёрный ферзь · e8 чёрная ладья · f8 чёрный слон · h8 чёрный король · b7 чёрная пешка · d7 чёрный слон · g7 чёрная пешка · a6 чёрная пешка · d6 чёрная пешка · e6 чёрная пешка · f6 чёрный конь · h6 чёрная пешка · d4 белый конь · e4 белая пешка · b3 белый слон · c3 белый конь · a2 белая пешка · b2 белая пешка · c2 белая пешка · g2 белый ферзь · h2 белая пешка · b1 белый король · f1 белая ладья · g1 белая ладья | a8 чёрная ладья · d8 чёрный ферзь · e8 чёрная ладья · f8 чёрный слон · h8 чёрный король · b7 чёрная пешка · d7 чёрный слон · g7 чёрная пешка · a6 чёрная пешка · d6 чёрная пешка · e6 чёрная пешка · f6 чёрный конь · h6 чёрная пешка · d4 белый конь · e4 белая пешка · b3 белый слон · c3 белый конь · a2 белая пешка · b2 белая пешка · c2 белая пешка · g2 белый ферзь · h2 белая пешка · b1 белый король · f1 белая ладья · g1 белая ладья | 7 |
| 6 | a8 чёрная ладья · d8 чёрный ферзь · e8 чёрная ладья · f8 чёрный слон · h8 чёрный король · b7 чёрная пешка · d7 чёрный слон · g7 чёрная пешка · a6 чёрная пешка · d6 чёрная пешка · e6 чёрная пешка · f6 чёрный конь · h6 чёрная пешка · d4 белый конь · e4 белая пешка · b3 белый слон · c3 белый конь · a2 белая пешка · b2 белая пешка · c2 белая пешка · g2 белый ферзь · h2 белая пешка · b1 белый король · f1 белая ладья · g1 белая ладья | a8 чёрная ладья · d8 чёрный ферзь · e8 чёрная ладья · f8 чёрный слон · h8 чёрный король · b7 чёрная пешка · d7 чёрный слон · g7 чёрная пешка · a6 чёрная пешка · d6 чёрная пешка · e6 чёрная пешка · f6 чёрный конь · h6 чёрная пешка · d4 белый конь · e4 белая пешка · b3 белый слон · c3 белый конь · a2 белая пешка · b2 белая пешка · c2 белая пешка · g2 белый ферзь · h2 белая пешка · b1 белый король · f1 белая ладья · g1 белая ладья | a8 чёрная ладья · d8 чёрный ферзь · e8 чёрная ладья · f8 чёрный слон · h8 чёрный король · b7 чёрная пешка · d7 чёрный слон · g7 чёрная пешка · a6 чёрная пешка · d6 чёрная пешка · e6 чёрная пешка · f6 чёрный конь · h6 чёрная пешка · d4 белый конь · e4 белая пешка · b3 белый слон · c3 белый конь · a2 белая пешка · b2 белая пешка · c2 белая пешка · g2 белый ферзь · h2 белая пешка · b1 белый король · f1 белая ладья · g1 белая ладья | a8 чёрная ладья · d8 чёрный ферзь · e8 чёрная ладья · f8 чёрный слон · h8 чёрный король · b7 чёрная пешка · d7 чёрный слон · g7 чёрная пешка · a6 чёрная пешка · d6 чёрная пешка · e6 чёрная пешка · f6 чёрный конь · h6 чёрная пешка · d4 белый конь · e4 белая пешка · b3 белый слон · c3 белый конь · a2 белая пешка · b2 белая пешка · c2 белая пешка · g2 белый ферзь · h2 белая пешка · b1 белый король · f1 белая ладья · g1 белая ладья | a8 чёрная ладья · d8 чёрный ферзь · e8 чёрная ладья · f8 чёрный слон · h8 чёрный король · b7 чёрная пешка · d7 чёрный слон · g7 чёрная пешка · a6 чёрная пешка · d6 чёрная пешка · e6 чёрная пешка · f6 чёрный конь · h6 чёрная пешка · d4 белый конь · e4 белая пешка · b3 белый слон · c3 белый конь · a2 белая пешка · b2 белая пешка · c2 белая пешка · g2 белый ферзь · h2 белая пешка · b1 белый король · f1 белая ладья · g1 белая ладья | a8 чёрная ладья · d8 чёрный ферзь · e8 чёрная ладья · f8 чёрный слон · h8 чёрный король · b7 чёрная пешка · d7 чёрный слон · g7 чёрная пешка · a6 чёрная пешка · d6 чёрная пешка · e6 чёрная пешка · f6 чёрный конь · h6 чёрная пешка · d4 белый конь · e4 белая пешка · b3 белый слон · c3 белый конь · a2 белая пешка · b2 белая пешка · c2 белая пешка · g2 белый ферзь · h2 белая пешка · b1 белый король · f1 белая ладья · g1 белая ладья | a8 чёрная ладья · d8 чёрный ферзь · e8 чёрная ладья · f8 чёрный слон · h8 чёрный король · b7 чёрная пешка · d7 чёрный слон · g7 чёрная пешка · a6 чёрная пешка · d6 чёрная пешка · e6 чёрная пешка · f6 чёрный конь · h6 чёрная пешка · d4 белый конь · e4 белая пешка · b3 белый слон · c3 белый конь · a2 белая пешка · b2 белая пешка · c2 белая пешка · g2 белый ферзь · h2 белая пешка · b1 белый король · f1 белая ладья · g1 белая ладья | a8 чёрная ладья · d8 чёрный ферзь · e8 чёрная ладья · f8 чёрный слон · h8 чёрный король · b7 чёрная пешка · d7 чёрный слон · g7 чёрная пешка · a6 чёрная пешка · d6 чёрная пешка · e6 чёрная пешка · f6 чёрный конь · h6 чёрная пешка · d4 белый конь · e4 белая пешка · b3 белый слон · c3 белый конь · a2 белая пешка · b2 белая пешка · c2 белая пешка · g2 белый ферзь · h2 белая пешка · b1 белый король · f1 белая ладья · g1 белая ладья | 6 |
| 5 | a8 чёрная ладья · d8 чёрный ферзь · e8 чёрная ладья · f8 чёрный слон · h8 чёрный король · b7 чёрная пешка · d7 чёрный слон · g7 чёрная пешка · a6 чёрная пешка · d6 чёрная пешка · e6 чёрная пешка · f6 чёрный конь · h6 чёрная пешка · d4 белый конь · e4 белая пешка · b3 белый слон · c3 белый конь · a2 белая пешка · b2 белая пешка · c2 белая пешка · g2 белый ферзь · h2 белая пешка · b1 белый король · f1 белая ладья · g1 белая ладья | a8 чёрная ладья · d8 чёрный ферзь · e8 чёрная ладья · f8 чёрный слон · h8 чёрный король · b7 чёрная пешка · d7 чёрный слон · g7 чёрная пешка · a6 чёрная пешка · d6 чёрная пешка · e6 чёрная пешка · f6 чёрный конь · h6 чёрная пешка · d4 белый конь · e4 белая пешка · b3 белый слон · c3 белый конь · a2 белая пешка · b2 белая пешка · c2 белая пешка · g2 белый ферзь · h2 белая пешка · b1 белый король · f1 белая ладья · g1 белая ладья | a8 чёрная ладья · d8 чёрный ферзь · e8 чёрная ладья · f8 чёрный слон · h8 чёрный король · b7 чёрная пешка · d7 чёрный слон · g7 чёрная пешка · a6 чёрная пешка · d6 чёрная пешка · e6 чёрная пешка · f6 чёрный конь · h6 чёрная пешка · d4 белый конь · e4 белая пешка · b3 белый слон · c3 белый конь · a2 белая пешка · b2 белая пешка · c2 белая пешка · g2 белый ферзь · h2 белая пешка · b1 белый король · f1 белая ладья · g1 белая ладья | a8 чёрная ладья · d8 чёрный ферзь · e8 чёрная ладья · f8 чёрный слон · h8 чёрный король · b7 чёрная пешка · d7 чёрный слон · g7 чёрная пешка · a6 чёрная пешка · d6 чёрная пешка · e6 чёрная пешка · f6 чёрный конь · h6 чёрная пешка · d4 белый конь · e4 белая пешка · b3 белый слон · c3 белый конь · a2 белая пешка · b2 белая пешка · c2 белая пешка · g2 белый ферзь · h2 белая пешка · b1 белый король · f1 белая ладья · g1 белая ладья | a8 чёрная ладья · d8 чёрный ферзь · e8 чёрная ладья · f8 чёрный слон · h8 чёрный король · b7 чёрная пешка · d7 чёрный слон · g7 чёрная пешка · a6 чёрная пешка · d6 чёрная пешка · e6 чёрная пешка · f6 чёрный конь · h6 чёрная пешка · d4 белый конь · e4 белая пешка · b3 белый слон · c3 белый конь · a2 белая пешка · b2 белая пешка · c2 белая пешка · g2 белый ферзь · h2 белая пешка · b1 белый король · f1 белая ладья · g1 белая ладья | a8 чёрная ладья · d8 чёрный ферзь · e8 чёрная ладья · f8 чёрный слон · h8 чёрный король · b7 чёрная пешка · d7 чёрный слон · g7 чёрная пешка · a6 чёрная пешка · d6 чёрная пешка · e6 чёрная пешка · f6 чёрный конь · h6 чёрная пешка · d4 белый конь · e4 белая пешка · b3 белый слон · c3 белый конь · a2 белая пешка · b2 белая пешка · c2 белая пешка · g2 белый ферзь · h2 белая пешка · b1 белый король · f1 белая ладья · g1 белая ладья | a8 чёрная ладья · d8 чёрный ферзь · e8 чёрная ладья · f8 чёрный слон · h8 чёрный король · b7 чёрная пешка · d7 чёрный слон · g7 чёрная пешка · a6 чёрная пешка · d6 чёрная пешка · e6 чёрная пешка · f6 чёрный конь · h6 чёрная пешка · d4 белый конь · e4 белая пешка · b3 белый слон · c3 белый конь · a2 белая пешка · b2 белая пешка · c2 белая пешка · g2 белый ферзь · h2 белая пешка · b1 белый король · f1 белая ладья · g1 белая ладья | a8 чёрная ладья · d8 чёрный ферзь · e8 чёрная ладья · f8 чёрный слон · h8 чёрный король · b7 чёрная пешка · d7 чёрный слон · g7 чёрная пешка · a6 чёрная пешка · d6 чёрная пешка · e6 чёрная пешка · f6 чёрный конь · h6 чёрная пешка · d4 белый конь · e4 белая пешка · b3 белый слон · c3 белый конь · a2 белая пешка · b2 белая пешка · c2 белая пешка · g2 белый ферзь · h2 белая пешка · b1 белый король · f1 белая ладья · g1 белая ладья | 5 |
| 4 | a8 чёрная ладья · d8 чёрный ферзь · e8 чёрная ладья · f8 чёрный слон · h8 чёрный король · b7 чёрная пешка · d7 чёрный слон · g7 чёрная пешка · a6 чёрная пешка · d6 чёрная пешка · e6 чёрная пешка · f6 чёрный конь · h6 чёрная пешка · d4 белый конь · e4 белая пешка · b3 белый слон · c3 белый конь · a2 белая пешка · b2 белая пешка · c2 белая пешка · g2 белый ферзь · h2 белая пешка · b1 белый король · f1 белая ладья · g1 белая ладья | a8 чёрная ладья · d8 чёрный ферзь · e8 чёрная ладья · f8 чёрный слон · h8 чёрный король · b7 чёрная пешка · d7 чёрный слон · g7 чёрная пешка · a6 чёрная пешка · d6 чёрная пешка · e6 чёрная пешка · f6 чёрный конь · h6 чёрная пешка · d4 белый конь · e4 белая пешка · b3 белый слон · c3 белый конь · a2 белая пешка · b2 белая пешка · c2 белая пешка · g2 белый ферзь · h2 белая пешка · b1 белый король · f1 белая ладья · g1 белая ладья | a8 чёрная ладья · d8 чёрный ферзь · e8 чёрная ладья · f8 чёрный слон · h8 чёрный король · b7 чёрная пешка · d7 чёрный слон · g7 чёрная пешка · a6 чёрная пешка · d6 чёрная пешка · e6 чёрная пешка · f6 чёрный конь · h6 чёрная пешка · d4 белый конь · e4 белая пешка · b3 белый слон · c3 белый конь · a2 белая пешка · b2 белая пешка · c2 белая пешка · g2 белый ферзь · h2 белая пешка · b1 белый король · f1 белая ладья · g1 белая ладья | a8 чёрная ладья · d8 чёрный ферзь · e8 чёрная ладья · f8 чёрный слон · h8 чёрный король · b7 чёрная пешка · d7 чёрный слон · g7 чёрная пешка · a6 чёрная пешка · d6 чёрная пешка · e6 чёрная пешка · f6 чёрный конь · h6 чёрная пешка · d4 белый конь · e4 белая пешка · b3 белый слон · c3 белый конь · a2 белая пешка · b2 белая пешка · c2 белая пешка · g2 белый ферзь · h2 белая пешка · b1 белый король · f1 белая ладья · g1 белая ладья | a8 чёрная ладья · d8 чёрный ферзь · e8 чёрная ладья · f8 чёрный слон · h8 чёрный король · b7 чёрная пешка · d7 чёрный слон · g7 чёрная пешка · a6 чёрная пешка · d6 чёрная пешка · e6 чёрная пешка · f6 чёрный конь · h6 чёрная пешка · d4 белый конь · e4 белая пешка · b3 белый слон · c3 белый конь · a2 белая пешка · b2 белая пешка · c2 белая пешка · g2 белый ферзь · h2 белая пешка · b1 белый король · f1 белая ладья · g1 белая ладья | a8 чёрная ладья · d8 чёрный ферзь · e8 чёрная ладья · f8 чёрный слон · h8 чёрный король · b7 чёрная пешка · d7 чёрный слон · g7 чёрная пешка · a6 чёрная пешка · d6 чёрная пешка · e6 чёрная пешка · f6 чёрный конь · h6 чёрная пешка · d4 белый конь · e4 белая пешка · b3 белый слон · c3 белый конь · a2 белая пешка · b2 белая пешка · c2 белая пешка · g2 белый ферзь · h2 белая пешка · b1 белый король · f1 белая ладья · g1 белая ладья | a8 чёрная ладья · d8 чёрный ферзь · e8 чёрная ладья · f8 чёрный слон · h8 чёрный король · b7 чёрная пешка · d7 чёрный слон · g7 чёрная пешка · a6 чёрная пешка · d6 чёрная пешка · e6 чёрная пешка · f6 чёрный конь · h6 чёрная пешка · d4 белый конь · e4 белая пешка · b3 белый слон · c3 белый конь · a2 белая пешка · b2 белая пешка · c2 белая пешка · g2 белый ферзь · h2 белая пешка · b1 белый король · f1 белая ладья · g1 белая ладья | a8 чёрная ладья · d8 чёрный ферзь · e8 чёрная ладья · f8 чёрный слон · h8 чёрный король · b7 чёрная пешка · d7 чёрный слон · g7 чёрная пешка · a6 чёрная пешка · d6 чёрная пешка · e6 чёрная пешка · f6 чёрный конь · h6 чёрная пешка · d4 белый конь · e4 белая пешка · b3 белый слон · c3 белый конь · a2 белая пешка · b2 белая пешка · c2 белая пешка · g2 белый ферзь · h2 белая пешка · b1 белый король · f1 белая ладья · g1 белая ладья | 4 |
| 3 | a8 чёрная ладья · d8 чёрный ферзь · e8 чёрная ладья · f8 чёрный слон · h8 чёрный король · b7 чёрная пешка · d7 чёрный слон · g7 чёрная пешка · a6 чёрная пешка · d6 чёрная пешка · e6 чёрная пешка · f6 чёрный конь · h6 чёрная пешка · d4 белый конь · e4 белая пешка · b3 белый слон · c3 белый конь · a2 белая пешка · b2 белая пешка · c2 белая пешка · g2 белый ферзь · h2 белая пешка · b1 белый король · f1 белая ладья · g1 белая ладья | a8 чёрная ладья · d8 чёрный ферзь · e8 чёрная ладья · f8 чёрный слон · h8 чёрный король · b7 чёрная пешка · d7 чёрный слон · g7 чёрная пешка · a6 чёрная пешка · d6 чёрная пешка · e6 чёрная пешка · f6 чёрный конь · h6 чёрная пешка · d4 белый конь · e4 белая пешка · b3 белый слон · c3 белый конь · a2 белая пешка · b2 белая пешка · c2 белая пешка · g2 белый ферзь · h2 белая пешка · b1 белый король · f1 белая ладья · g1 белая ладья | a8 чёрная ладья · d8 чёрный ферзь · e8 чёрная ладья · f8 чёрный слон · h8 чёрный король · b7 чёрная пешка · d7 чёрный слон · g7 чёрная пешка · a6 чёрная пешка · d6 чёрная пешка · e6 чёрная пешка · f6 чёрный конь · h6 чёрная пешка · d4 белый конь · e4 белая пешка · b3 белый слон · c3 белый конь · a2 белая пешка · b2 белая пешка · c2 белая пешка · g2 белый ферзь · h2 белая пешка · b1 белый король · f1 белая ладья · g1 белая ладья | a8 чёрная ладья · d8 чёрный ферзь · e8 чёрная ладья · f8 чёрный слон · h8 чёрный король · b7 чёрная пешка · d7 чёрный слон · g7 чёрная пешка · a6 чёрная пешка · d6 чёрная пешка · e6 чёрная пешка · f6 чёрный конь · h6 чёрная пешка · d4 белый конь · e4 белая пешка · b3 белый слон · c3 белый конь · a2 белая пешка · b2 белая пешка · c2 белая пешка · g2 белый ферзь · h2 белая пешка · b1 белый король · f1 белая ладья · g1 белая ладья | a8 чёрная ладья · d8 чёрный ферзь · e8 чёрная ладья · f8 чёрный слон · h8 чёрный король · b7 чёрная пешка · d7 чёрный слон · g7 чёрная пешка · a6 чёрная пешка · d6 чёрная пешка · e6 чёрная пешка · f6 чёрный конь · h6 чёрная пешка · d4 белый конь · e4 белая пешка · b3 белый слон · c3 белый конь · a2 белая пешка · b2 белая пешка · c2 белая пешка · g2 белый ферзь · h2 белая пешка · b1 белый король · f1 белая ладья · g1 белая ладья | a8 чёрная ладья · d8 чёрный ферзь · e8 чёрная ладья · f8 чёрный слон · h8 чёрный король · b7 чёрная пешка · d7 чёрный слон · g7 чёрная пешка · a6 чёрная пешка · d6 чёрная пешка · e6 чёрная пешка · f6 чёрный конь · h6 чёрная пешка · d4 белый конь · e4 белая пешка · b3 белый слон · c3 белый конь · a2 белая пешка · b2 белая пешка · c2 белая пешка · g2 белый ферзь · h2 белая пешка · b1 белый король · f1 белая ладья · g1 белая ладья | a8 чёрная ладья · d8 чёрный ферзь · e8 чёрная ладья · f8 чёрный слон · h8 чёрный король · b7 чёрная пешка · d7 чёрный слон · g7 чёрная пешка · a6 чёрная пешка · d6 чёрная пешка · e6 чёрная пешка · f6 чёрный конь · h6 чёрная пешка · d4 белый конь · e4 белая пешка · b3 белый слон · c3 белый конь · a2 белая пешка · b2 белая пешка · c2 белая пешка · g2 белый ферзь · h2 белая пешка · b1 белый король · f1 белая ладья · g1 белая ладья | a8 чёрная ладья · d8 чёрный ферзь · e8 чёрная ладья · f8 чёрный слон · h8 чёрный король · b7 чёрная пешка · d7 чёрный слон · g7 чёрная пешка · a6 чёрная пешка · d6 чёрная пешка · e6 чёрная пешка · f6 чёрный конь · h6 чёрная пешка · d4 белый конь · e4 белая пешка · b3 белый слон · c3 белый конь · a2 белая пешка · b2 белая пешка · c2 белая пешка · g2 белый ферзь · h2 белая пешка · b1 белый король · f1 белая ладья · g1 белая ладья | 3 |
| 2 | a8 чёрная ладья · d8 чёрный ферзь · e8 чёрная ладья · f8 чёрный слон · h8 чёрный король · b7 чёрная пешка · d7 чёрный слон · g7 чёрная пешка · a6 чёрная пешка · d6 чёрная пешка · e6 чёрная пешка · f6 чёрный конь · h6 чёрная пешка · d4 белый конь · e4 белая пешка · b3 белый слон · c3 белый конь · a2 белая пешка · b2 белая пешка · c2 белая пешка · g2 белый ферзь · h2 белая пешка · b1 белый король · f1 белая ладья · g1 белая ладья | a8 чёрная ладья · d8 чёрный ферзь · e8 чёрная ладья · f8 чёрный слон · h8 чёрный король · b7 чёрная пешка · d7 чёрный слон · g7 чёрная пешка · a6 чёрная пешка · d6 чёрная пешка · e6 чёрная пешка · f6 чёрный конь · h6 чёрная пешка · d4 белый конь · e4 белая пешка · b3 белый слон · c3 белый конь · a2 белая пешка · b2 белая пешка · c2 белая пешка · g2 белый ферзь · h2 белая пешка · b1 белый король · f1 белая ладья · g1 белая ладья | a8 чёрная ладья · d8 чёрный ферзь · e8 чёрная ладья · f8 чёрный слон · h8 чёрный король · b7 чёрная пешка · d7 чёрный слон · g7 чёрная пешка · a6 чёрная пешка · d6 чёрная пешка · e6 чёрная пешка · f6 чёрный конь · h6 чёрная пешка · d4 белый конь · e4 белая пешка · b3 белый слон · c3 белый конь · a2 белая пешка · b2 белая пешка · c2 белая пешка · g2 белый ферзь · h2 белая пешка · b1 белый король · f1 белая ладья · g1 белая ладья | a8 чёрная ладья · d8 чёрный ферзь · e8 чёрная ладья · f8 чёрный слон · h8 чёрный король · b7 чёрная пешка · d7 чёрный слон · g7 чёрная пешка · a6 чёрная пешка · d6 чёрная пешка · e6 чёрная пешка · f6 чёрный конь · h6 чёрная пешка · d4 белый конь · e4 белая пешка · b3 белый слон · c3 белый конь · a2 белая пешка · b2 белая пешка · c2 белая пешка · g2 белый ферзь · h2 белая пешка · b1 белый король · f1 белая ладья · g1 белая ладья | a8 чёрная ладья · d8 чёрный ферзь · e8 чёрная ладья · f8 чёрный слон · h8 чёрный король · b7 чёрная пешка · d7 чёрный слон · g7 чёрная пешка · a6 чёрная пешка · d6 чёрная пешка · e6 чёрная пешка · f6 чёрный конь · h6 чёрная пешка · d4 белый конь · e4 белая пешка · b3 белый слон · c3 белый конь · a2 белая пешка · b2 белая пешка · c2 белая пешка · g2 белый ферзь · h2 белая пешка · b1 белый король · f1 белая ладья · g1 белая ладья | a8 чёрная ладья · d8 чёрный ферзь · e8 чёрная ладья · f8 чёрный слон · h8 чёрный король · b7 чёрная пешка · d7 чёрный слон · g7 чёрная пешка · a6 чёрная пешка · d6 чёрная пешка · e6 чёрная пешка · f6 чёрный конь · h6 чёрная пешка · d4 белый конь · e4 белая пешка · b3 белый слон · c3 белый конь · a2 белая пешка · b2 белая пешка · c2 белая пешка · g2 белый ферзь · h2 белая пешка · b1 белый король · f1 белая ладья · g1 белая ладья | a8 чёрная ладья · d8 чёрный ферзь · e8 чёрная ладья · f8 чёрный слон · h8 чёрный король · b7 чёрная пешка · d7 чёрный слон · g7 чёрная пешка · a6 чёрная пешка · d6 чёрная пешка · e6 чёрная пешка · f6 чёрный конь · h6 чёрная пешка · d4 белый конь · e4 белая пешка · b3 белый слон · c3 белый конь · a2 белая пешка · b2 белая пешка · c2 белая пешка · g2 белый ферзь · h2 белая пешка · b1 белый король · f1 белая ладья · g1 белая ладья | a8 чёрная ладья · d8 чёрный ферзь · e8 чёрная ладья · f8 чёрный слон · h8 чёрный король · b7 чёрная пешка · d7 чёрный слон · g7 чёрная пешка · a6 чёрная пешка · d6 чёрная пешка · e6 чёрная пешка · f6 чёрный конь · h6 чёрная пешка · d4 белый конь · e4 белая пешка · b3 белый слон · c3 белый конь · a2 белая пешка · b2 белая пешка · c2 белая пешка · g2 белый ферзь · h2 белая пешка · b1 белый король · f1 белая ладья · g1 белая ладья | 2 |
| 1 | a8 чёрная ладья · d8 чёрный ферзь · e8 чёрная ладья · f8 чёрный слон · h8 чёрный король · b7 чёрная пешка · d7 чёрный слон · g7 чёрная пешка · a6 чёрная пешка · d6 чёрная пешка · e6 чёрная пешка · f6 чёрный конь · h6 чёрная пешка · d4 белый конь · e4 белая пешка · b3 белый слон · c3 белый конь · a2 белая пешка · b2 белая пешка · c2 белая пешка · g2 белый ферзь · h2 белая пешка · b1 белый король · f1 белая ладья · g1 белая ладья | a8 чёрная ладья · d8 чёрный ферзь · e8 чёрная ладья · f8 чёрный слон · h8 чёрный король · b7 чёрная пешка · d7 чёрный слон · g7 чёрная пешка · a6 чёрная пешка · d6 чёрная пешка · e6 чёрная пешка · f6 чёрный конь · h6 чёрная пешка · d4 белый конь · e4 белая пешка · b3 белый слон · c3 белый конь · a2 белая пешка · b2 белая пешка · c2 белая пешка · g2 белый ферзь · h2 белая пешка · b1 белый король · f1 белая ладья · g1 белая ладья | a8 чёрная ладья · d8 чёрный ферзь · e8 чёрная ладья · f8 чёрный слон · h8 чёрный король · b7 чёрная пешка · d7 чёрный слон · g7 чёрная пешка · a6 чёрная пешка · d6 чёрная пешка · e6 чёрная пешка · f6 чёрный конь · h6 чёрная пешка · d4 белый конь · e4 белая пешка · b3 белый слон · c3 белый конь · a2 белая пешка · b2 белая пешка · c2 белая пешка · g2 белый ферзь · h2 белая пешка · b1 белый король · f1 белая ладья · g1 белая ладья | a8 чёрная ладья · d8 чёрный ферзь · e8 чёрная ладья · f8 чёрный слон · h8 чёрный король · b7 чёрная пешка · d7 чёрный слон · g7 чёрная пешка · a6 чёрная пешка · d6 чёрная пешка · e6 чёрная пешка · f6 чёрный конь · h6 чёрная пешка · d4 белый конь · e4 белая пешка · b3 белый слон · c3 белый конь · a2 белая пешка · b2 белая пешка · c2 белая пешка · g2 белый ферзь · h2 белая пешка · b1 белый король · f1 белая ладья · g1 белая ладья | a8 чёрная ладья · d8 чёрный ферзь · e8 чёрная ладья · f8 чёрный слон · h8 чёрный король · b7 чёрная пешка · d7 чёрный слон · g7 чёрная пешка · a6 чёрная пешка · d6 чёрная пешка · e6 чёрная пешка · f6 чёрный конь · h6 чёрная пешка · d4 белый конь · e4 белая пешка · b3 белый слон · c3 белый конь · a2 белая пешка · b2 белая пешка · c2 белая пешка · g2 белый ферзь · h2 белая пешка · b1 белый король · f1 белая ладья · g1 белая ладья | a8 чёрная ладья · d8 чёрный ферзь · e8 чёрная ладья · f8 чёрный слон · h8 чёрный король · b7 чёрная пешка · d7 чёрный слон · g7 чёрная пешка · a6 чёрная пешка · d6 чёрная пешка · e6 чёрная пешка · f6 чёрный конь · h6 чёрная пешка · d4 белый конь · e4 белая пешка · b3 белый слон · c3 белый конь · a2 белая пешка · b2 белая пешка · c2 белая пешка · g2 белый ферзь · h2 белая пешка · b1 белый король · f1 белая ладья · g1 белая ладья | a8 чёрная ладья · d8 чёрный ферзь · e8 чёрная ладья · f8 чёрный слон · h8 чёрный король · b7 чёрная пешка · d7 чёрный слон · g7 чёрная пешка · a6 чёрная пешка · d6 чёрная пешка · e6 чёрная пешка · f6 чёрный конь · h6 чёрная пешка · d4 белый конь · e4 белая пешка · b3 белый слон · c3 белый конь · a2 белая пешка · b2 белая пешка · c2 белая пешка · g2 белый ферзь · h2 белая пешка · b1 белый король · f1 белая ладья · g1 белая ладья | a8 чёрная ладья · d8 чёрный ферзь · e8 чёрная ладья · f8 чёрный слон · h8 чёрный король · b7 чёрная пешка · d7 чёрный слон · g7 чёрная пешка · a6 чёрная пешка · d6 чёрная пешка · e6 чёрная пешка · f6 чёрный конь · h6 чёрная пешка · d4 белый конь · e4 белая пешка · b3 белый слон · c3 белый конь · a2 белая пешка · b2 белая пешка · c2 белая пешка · g2 белый ферзь · h2 белая пешка · b1 белый король · f1 белая ладья · g1 белая ладья | 1 |
|   | a | b | c | d | e | f | g | h |   |

1. e4 c5 2. Кf3 d6 3. d4 cd 4. К:d4 Кf6 5. Кc3 a6 6. Сg5 Кbd7 7. Сc4 Фa5 8. Фd2 h6 9. С:f6 К:f6 10. O-O-O e6 11. Лhe1 Сe7 12. f4 O-O 13. Сb3 Лe8 14. Крb1 Сf8 15. g4 К:g4 16. Фg2 Кf6 17. Лg1 Сd7 18. f5 Крh8 19. Лdf1 Фd8 20. fe fe (см. диаграмму)
21. e5 de 22. Кe4 Кh5 23. Фg6 ed 24. Кg5, 1 : 0